# Estación de Aéroport d'Orly
La estación Aeropuerto de Orly (en francés: Aéroport d'Orly) es una estación de la Línea 14 del Metro de París, construida como parte del proyecto Grand Paris Express. Está situado en el terreno de la comuna de Paray-Vieille-Poste y sirve al aeropuerto de París-Orly, a unos 13 kilómetros (8,1 mi) al sur de París. Está planeado que la estación se abra a los viajeros (junto con el resto de la ampliación de la línea 14 hacia el sur) el 24 de junio de 2024, antes de la apertura de los Juegos Olímpicos de París 2024.
La estación está ubicada justo en frente del edificio de la Terminal 3 que conecta los edificios Oeste (Terminal 1, 2) y Sur (Terminal 4). Las obras comenzaron en marzo de 2017 con la demolición de un puente de carretera frente al punto de bajada y la ampliación del aparcamiento P0. La construcción de la estación comenzó en septiembre de 2018 para su entrega en 2024.
Está previsto que la línea 18 del Grand Paris Express empiece a funcionar desde la estación en 2027,  dando servicio a Massy – Palaiseau, la meseta de Saclay y Saint-Quentin-en-Yvelines. De este modo, conectará el aeropuerto con París-Saclay, un polo de investigación y de negocios al sur de París que se encuentra actualmente en construcción. En 2030, la línea llegará a Versalles-Chantiers.
La estación será operada por RATP desde su apertura el 24 de junio de 2024 hasta al menos 2027.